# Potentilla dentata
Potentilla dentata är en rosväxtart som beskrevs av Forsk.. Potentilla dentata ingår i Fingerörtssläktet som ingår i familjen rosväxter. Inga underarter finns listade i Catalogue of Life.